# Doris pseudoargus
Doris pseudoargus är en snäckart som beskrevs av von Rapp 1827. Doris pseudoargus ingår i släktet Doris, och familjen Dorididae. Arten är reproducerande i Sverige.

## Bildgalleri

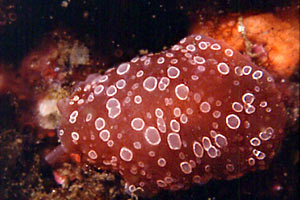
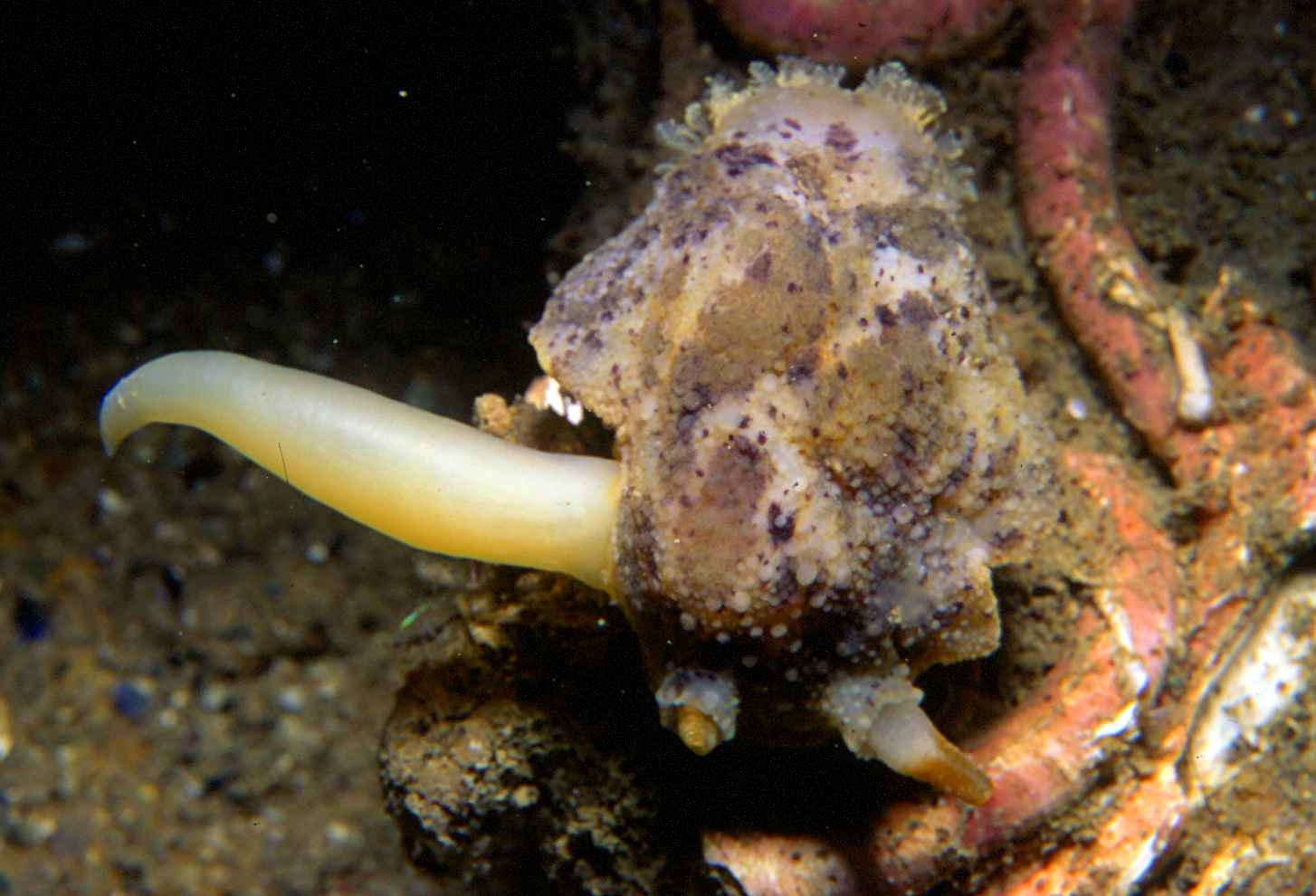